# Menergy
Menergy è il primo album da solista del musicista statunitense Patrick Cowley.
Contiene fra l'altro il brano musicale Menergy, usato anche come trailer nel videogioco Grand Theft Auto IV: The Ballad of Gay Tony, uscito nel 2009.

## Tracce
1. Menergy – 8:47
2. X-Factor  – 5:10
3. I Wanna Take You Home – 7:48
4. I Got a Line on You – 6:33
5. Menergy / Reprise – 3:42